# Made in America (film, 2013)
Pour les articles homonymes, voir Made in America.
Pour plus de détails, voir Fiche technique et Distribution.
Made in America est un film de concert américain réalisé par Ron Howard, sorti en 2013.

## Synopsis
Le rappeur Jay-Z organise chaque année le Budweiser Made in America Festival (en) à Philadelphie. Ce film montre des extraits des divers artistes qui s'y sont produits.

## Fiche technique
Sauf indication contraire, les informations mentionnées dans cette section peuvent être confirmées par la base de données cinématographiques IMDb,  présente dans la section « Liens externes ».
- Titre original : Made in America
- Réalisation : Ron Howard
- Photographie : Salvatore Totino
- Montage : Joshua L. Pearson
- Musique originale : Drazen Bosnjak
- Production : Brian Grazer, Ron Howard, Jonathan Silberberg et Justin Wilkes

Producteurs délégués : Jay-Z
- Sociétés de production : Imagine Entertainment, Radical Media et Translation
- Société de distribution : Phase 4 Films (États-Unis)
- Pays d'origine : États-Unis
- Langue originale : anglais
- Genre : film de concert
- Durée : 90 minutes
- Dates de sortie[1] : 
  -  Canada : 5 septembre 2013 (festival international du film de Toronto)
  -  États-Unis : 11 juillet 2014

## Distribution
- Rita Ora
- Kanye West
- Jill Scott
- Jay-Z
- Eddie Vedder
- Tyler, The Creator
- Skrillex
- Janelle Monáe
- Joseph Simmons
- Darryl McDaniels
- Santigold
- D'Angelo
- Andrew Wyatt
- Passion Pit
- The Hives
- Dirty Projectors